# Łužyca
Łužyca (Lusàcia) és un programa televisiu de la Rundfunks Berlin-Brandenburg (RBB) i que està dirigida als sòrabs de Brandenburg. Està emès en baix sòrab amb subtítols en alemany.
Fou emès per primer cop el 1992 produïda per l'aleshores Ostdeutscher Rundfunk Brandenburg. Actualment emet un programa cada quatre setmanes i tracta de mostrar amb les preocupacions polítiques i culturals dels sòrabs. Cada tres mesos fa un programa especial monotemàtic. Els moderadors són Anja Pohontsch i Christian Matthée.